# Țiganca, Cantemir
Țiganca este satul de reședință al comunei cu același nume din raionul Cantemir, Republica Moldova.
Aici se află un cimitir dedicat soldaților români căzuți în 1941 (Frontul de Răsărit din al Doilea Război Mondial).

## Demografie

### Structura etnică
Structura etnică a satului Țiganca conform recensământului populației din 2004:
| Grup etnic                                               | Populație | % Procentaj  |
| -------------------------------------------------------- | --------- | ------------ |
| Băștinași declarați Moldoveni Băștinași declarați Români | 1673 12   | 97,04% 0,70% |
| Bulgari                                                  | 20        | 1,16%        |
| Ruși                                                     | 10        | 0,58%        |
| Ucraineni                                                | 8         | 0,46%        |
| Alții                                                    | 1         | 0,06%        |
| Total                                                    | 1724      |              |